# Племе (новая коммуна)
Племе (фр. Plémet), до 1 января 2018  года называлась Ле-Мулен (фр. Les Moulins) — новая коммуна на северо-западе Франции, находится в регионе Бретань, департамент Кот-д’Армор, округ Сен-Бриё, кантон Лудеак. Расположена в 80 км к западу от Ренна и в 51 км к югу от Сен-Бриё. Через территорию коммуны проходит национальная автомагистраль N164.
Население (2019) — 3 697 человек.

## История
Коммуна образована 1 января 2016 года путем слияния коммун Ла-Ферьер и Племе. Центром новой коммуны является Племе. От него к новой коммуне перешли почтовый индекс и код INSEE. На картах в качестве координат Ле-Мулена указываются координаты Племе. С 1 января 2018 коммуна стала назваться Племе.

## Достопримечательности
- Часовня Святого Любина XVI—XVII веков
- Церковь Святых Петра и Павла XIX века
- Церковь Нотр-Дам в Ла-Ферьере

## Экономика
Структура занятости населения:
- сельское хозяйство — 10,5 %
- промышленность — 19,8 %
- строительство — 4,6 %
- торговля, транспорт и сфера услуг — 20,8 %
- государственные и муниципальные службы — 44,3 %

Уровень безработицы (2018) — 11,4 % (Франция в целом —  13,4 %, департамент Кот-д’Армор — 11,5 %). 

Среднегодовой доход на 1 человека, евро (2018) — 20 450 (Франция в целом — 21 730, департамент Кот-д’Армор — 21 230).

## Администрация
Пост мэра Племе с 2020 года занимает Шанталь Нево (Chantal Névo). На муниципальных выборах 2020 года правый список, возглавляемый Роменом Бутроном (Romain Boutron), членом Совета департамента Кот-д’Армор от кантона Лудеак и бывшим президентом этого Совета, был единственным. В ноябре 2020 года он ушел в отставку, и новым мэром была избрана Шанталь Нево.
| Период | Период | Фамилия      | Партия        | Примечания                                                                                           |
| ------ | ------ | ------------ | ------------- | --- |
| 2016   | 2020   | Ромен Бутрон | Республиканцы | руководитель компании, член Совета департамента, президент Совета (2020-2021), мэр Племе с 2014 года |
| 2020   |        | Шанталь Нево |               | пенсионерка                                                                                          |